# Søborg Slot
Schloss Søborg (dänisch Søborg Slot) ist eine Burgruine südlich von Gilleleje in Dänemark. Die einst stärkste Burg Dänemarks spielte eine bedeutende Rolle in der dänischen Geschichte. 

## Geschichte
Bischof Eskil von Lund errichtete im 12. Jahrhundert die erste Burganlage, eine geschlossene Festung mit Ringmauer und Wassergraben. An der Stelle der Burg wurde im Jahr 1180 eine Stadtkirche errichtet.

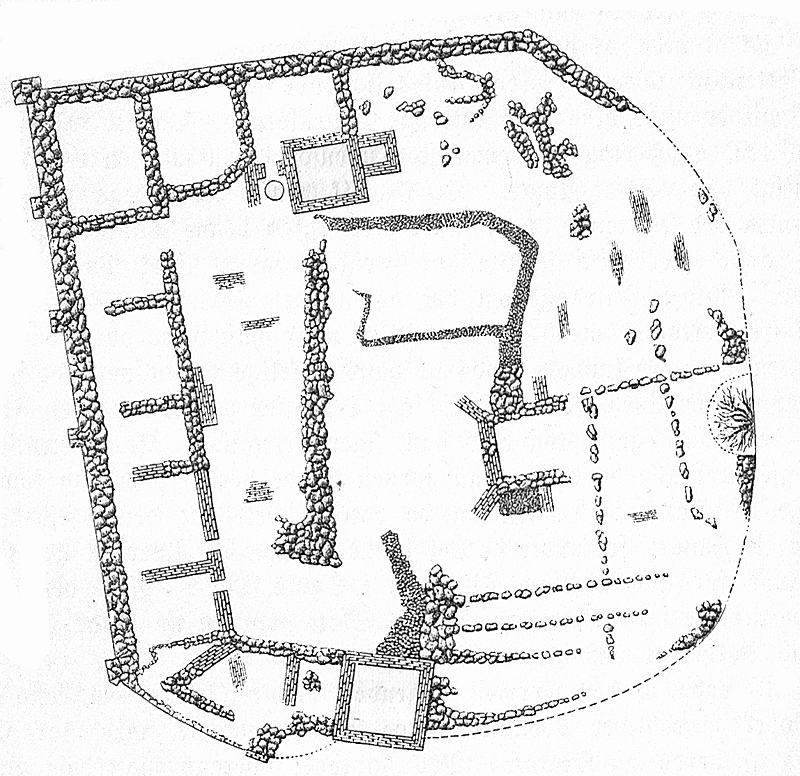
Grundriss der Ruine

Im Mittelalter war Schloss Søborg eine der größten und am besten befestigten Burgen Dänemarks und diente dem zeitüblichen Reisekönigtum als regelmäßiger Sitz des Hofes, ähnlich wie die Kopenhagener Burg (nach der Eroberung durch die Hanse 1368 geschleift), Burg Vordingborg, Kalundborg und Schloss Nyborg auf Fünen, wo meist der Dänische Reichsrat zusammentrat. Mehrere Könige hielten sich zeitweise auf Schloss Søborg auf, darunter Erik VI. Menved und Waldemar IV. Atterdag, dessen Tochter Margarethe I. auf dem Schloss geboren wurde. 
Da die Anlage als äußerst sicher galt, wurde sie auch als Gefängnis für die gefährlichsten Feinde der Monarchie genutzt.
Das Schloss lag zuerst an einem Fjord, der dann zum Søborger See wurde. Letzterer wurde von 1872 bis 1896 entwässert, indem ein Kanal nach Gilleleje gegraben wurde.